# Manuel Torre
Manuel Torre, nom de scène de Manuel Soto Loreto, est un chanteur (cantaor) et auteur de chants (cantes) flamencos gitan espagnol né à Jerez de la Frontera (Cadix) en 1878 et mort à Séville en 1933.

## Biographie
Manuel Torre naît dans le quartier de San Miguel, le 5 décembre 1878. Il est le fils de Tomasa Loreto Vargas, de Jerez, et de Juan de Soto Montero, d'Algésiras, lui-même cantaor non professionnel. Il est le neveu de Joaquín La Cherna, cantaor et auteur de siguiriyas. 
Il commence à chanter dans les cafés de Jerez avec le surnom d'El niño Torre, qui lui vient de son père, surnommé ainsi (Torre, « la tour ») en raison de sa stature. Il rencontre Enrique el Mellizo, qui l'initie au chant flamenco et dont il reprend le répertoire. 
Il fait ses débuts professionnels à Séville en 1902 et au Café del Gato de Madrid, en 1909, année où il enregistre ses premiers disques. 
En 1922, il est invité lors du concours de cante jondo qui se déroule à Grenade à l'initiative de Federico Garcia Lorca et Manuel de Falla. 
Devenu indigent et atteint de tuberculose, Manuel Torre meurt le 21 juillet 1933 dans son fauteuil. Sa famille n'ayant pas les moyens de payer son enterrement, le cantaor Pepe Marchena, dit el Niño de Marchena organise un spectacle en son hommage afin de recueillir des fonds pour payer les obsèques. Une plaque commémorative et un buste à son effigie ornent la place où il est né. 
Ses deux fils, Thomas et Pépé Torre, sont aussi chanteurs de flamenco.

## Style
Manuel Torre est considéré comme l'un des plus influents cantaores gitans du début du XXe siècle, et comme l'une des figures représentatives du style de cante de Jerez. Sur scène ses prestations impressionnent le public, et c'est à son propos que Garcia Lorca parle pour la première fois de « duende » pour qualifier un état de transe lors de l'interprétation d'un chant flamenco. Manuel Torre, quant à lui, le définit ainsi : « Tout ce qui possède des sons noirs a du duende ». 
Il se spécialise dans les chants primitifs tels les siguiriyas et les soleás, mais interprète aussi des chants de type andalou comme les tarantas et les mineras, ainsi que des saetas (chants religieux entonnés a cappella lors de la semaine sainte).

## Enregistrements
Manuel Torre enregistre 49 cantes flamencos répartis en quatre séances d'enregistrement en 1909, 1922, 1929 et 1931. Pour ses premiers 78 tours, édités par Odéon en 1909, il est accompagné à la guitare par Juan Gandulla Habichuela ; ensuite par El Hijo de Salvador, en 1922 lors du concours de cante jondo de Grenade chez Gramófono, par Miguel Borrull, en 1929 chez Odéon, et par Javier Molina, en 1931 chez Gramófono,. Ces disques 78 tours donnent une faible idée de ses talents, pour Antonio Mairena : « Les amateurs de flamenco qui ont seulement entendu ses enregistrements, ne connaissent que son ombre, car il a fait tous ses enregistrements dans un état inconscient ».

### Enregistrements 1909
Disques Odéon, guitare Juan Gandulla Habichuela,.
1. cartagenera - Acaba penita acaba
2. cartagenera - Como el tiempo es variable
3. cartagenera - Yo te voy a comprar un refajo
4. farruca - Que estaba llorando una farruca
5. malagueña - Baje del cielo un castigo
6. petenera - Yo ni aun durmiendo puedo tener
7. petenera - Yo no creo en mi madre
8. saeta - Por no saber lo que hacerle
9. seguiriyas - A clavito y canelita
10. seguiriyas - Por tu causita me estoy viendo malito en la cama
11. seguiriyas - Siempre por los rinconcitos
12. soleá - Pérdidas que aguardan ganancias
13. soleá - Primita de mi alma
14. tiento - A mi cuerpo lo voy a vestir
15. tiento - Cuando me meto en mi cuarto
16. tiento - 'En la casa de la pena
17. tiento - Haga usted favor rey moro
18. tiento - Tengo momentos en la noche
19. tiento - Tú eres tontita inocente

### Enregistrements 1922
Disques Gramófono enregistré en 1922 lors du concours de cante jondo de Grenade, à la guitare El Hijo de Salvador,.
1. seguiriyas - Siempre por los rincones
2. seguiriyas - Queditos los golpes
3. soleá - Tan solamente a la tierra
4. soleá - Delante de un crucifijo

### Enregistrements 1928-29
Disques Odéon, à la guitare Miguel Borrull,.
1. alegría - Yo le di un duro al barquero
2. bulerías - Yo no sé por qué
3. bulerías por soleá - Cuando me eches de menos
4. campanilleros - A la puerta de un rico avariento
5. fandangos - Mi caballo se paró
6. fandangos - Una paloma blanca
7. malagueña - Por buscar la flor que amaba
8. saeta - Al son de roncas trompetas
9. saeta - De sus barbas santas le jalaban
10. saeta - Los cielos se oscurecieron
11. saeta - Lo pasean por el pueblo
12. seguiriyas - Con que dobles fatigas
13. seguiriyas - Contemplarme a mí madre
14. seguiriyas - Te fuiste de mi vera
15. seguiriyas - Manuela de mi alma
16. seguiriyas - Qué grandes son mis penitas
17. seguiriyas - Siempre por los rincones
18. soleá - Mal fin tengas
19. soleá - Por nadie lo había yo hecho
20. soleá - Por ti abandoné a mis niños
21. taranto - Dónde andará mi muchacho
22. taranto - Por Dios que me den la espuela

### Enregistrements 1931
Disques Gramófono, à la guitare Javier Molina,.
1. seguiriyas - A clavito y canela
2. seguiriyas - Por los rincones madre
3. soleá - Como la quería yo tanto
4. soleá - Hasta mi fe de bautismo